# Дроздовичі (Самбірський район)
Дроздо́вичі — село в Україні, у Самбірському районі Львівської області. Населення становить 483 осіб (у 1921 р. проживало 665 осіб). Орган місцевого самоврядування — Добромильська міська рада.

## Факти з історії
В 1806 році Іван Могильницький заснував тут першу школу із українською (руською) мовою навчання у Галичині.
За часу I Світової війни в березні 1915 року протягом кількох днів на північно-східних околицях села точились запеклі бої між російською та австро-угорською арміями. Це була спроба австро-угорських військ вирватися з кільця облоги фортеці Перемишль. Прорив не вдався. Втрати становили 5,5 тисяч солдатів та офіцерів. Досі у поблизькому лісі можна побачити залишки окопів і бліндажів.

## Відомі люди
- Іван Могильницький — український освітній і церковний діяч, вчений-філолог, один з провісників національного відродження в Галичині. Жив і працював у Дроздовичах з 1800 до 1815 р.
- Лильо Тарас Ярославович — кандидат філологічних наук, доцент.

## Фотографії

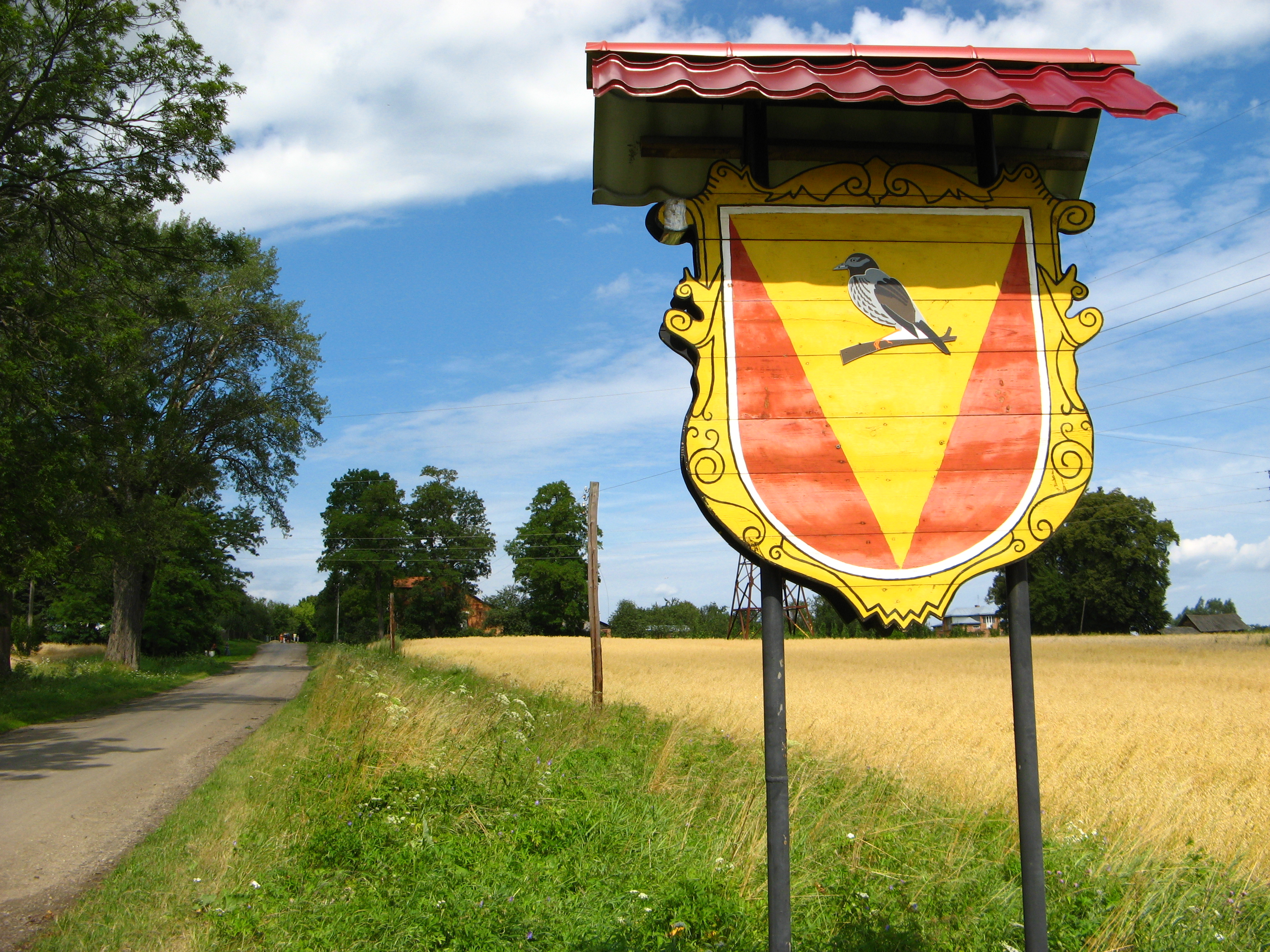
Герб Дроздович при в'їзді в село
Будинок колишньої гуральні
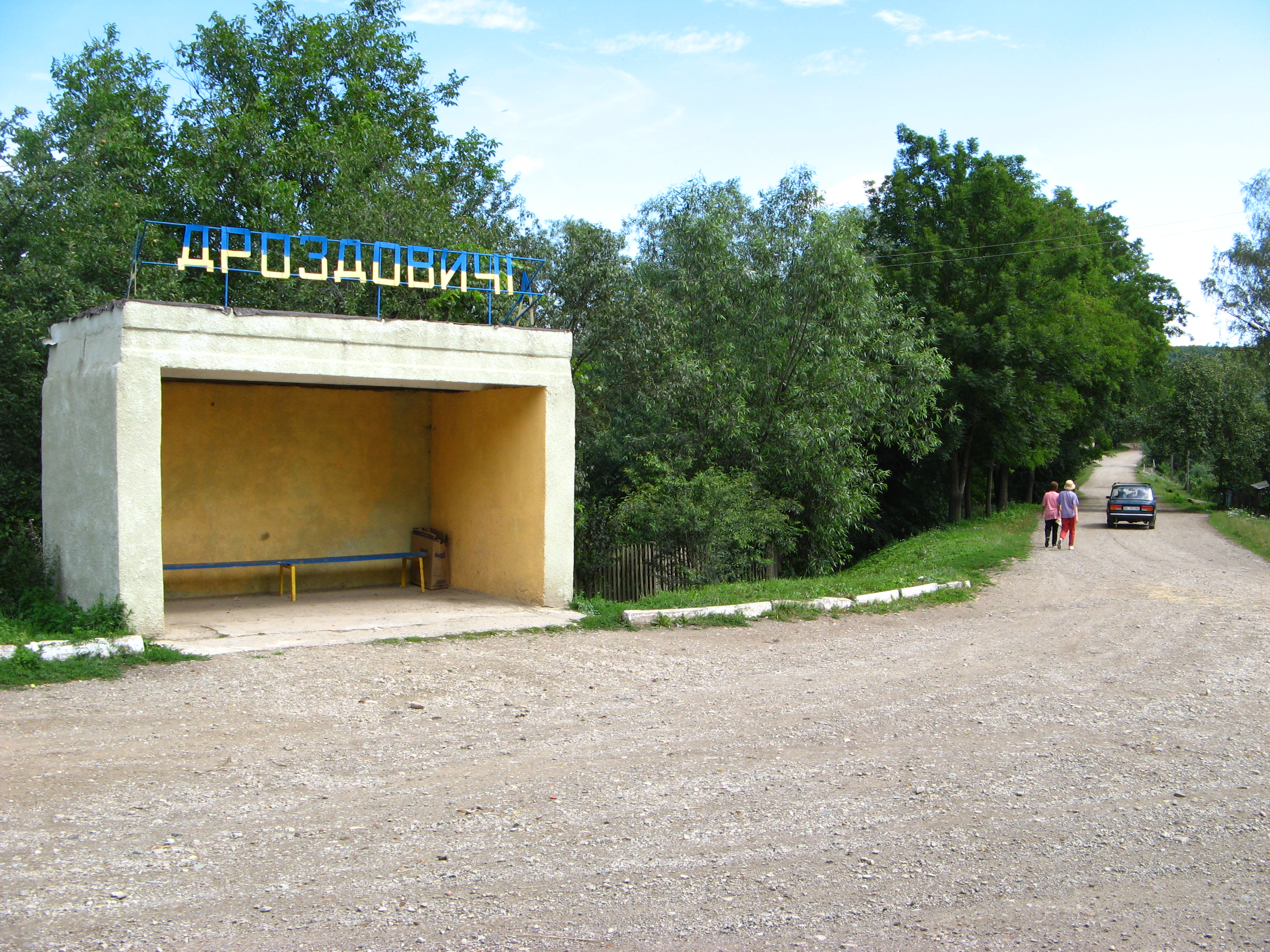
У центрі села
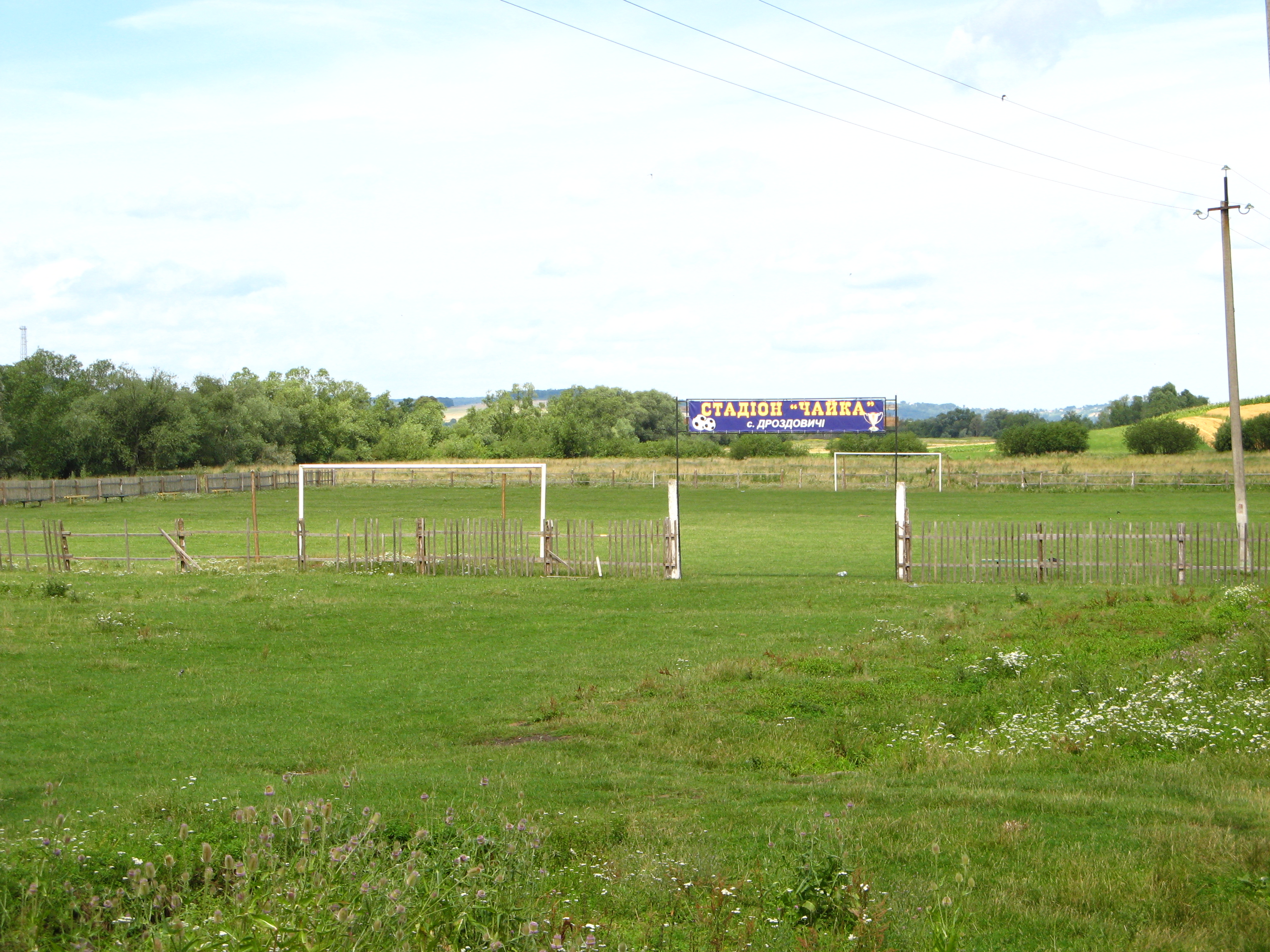
Стадіон
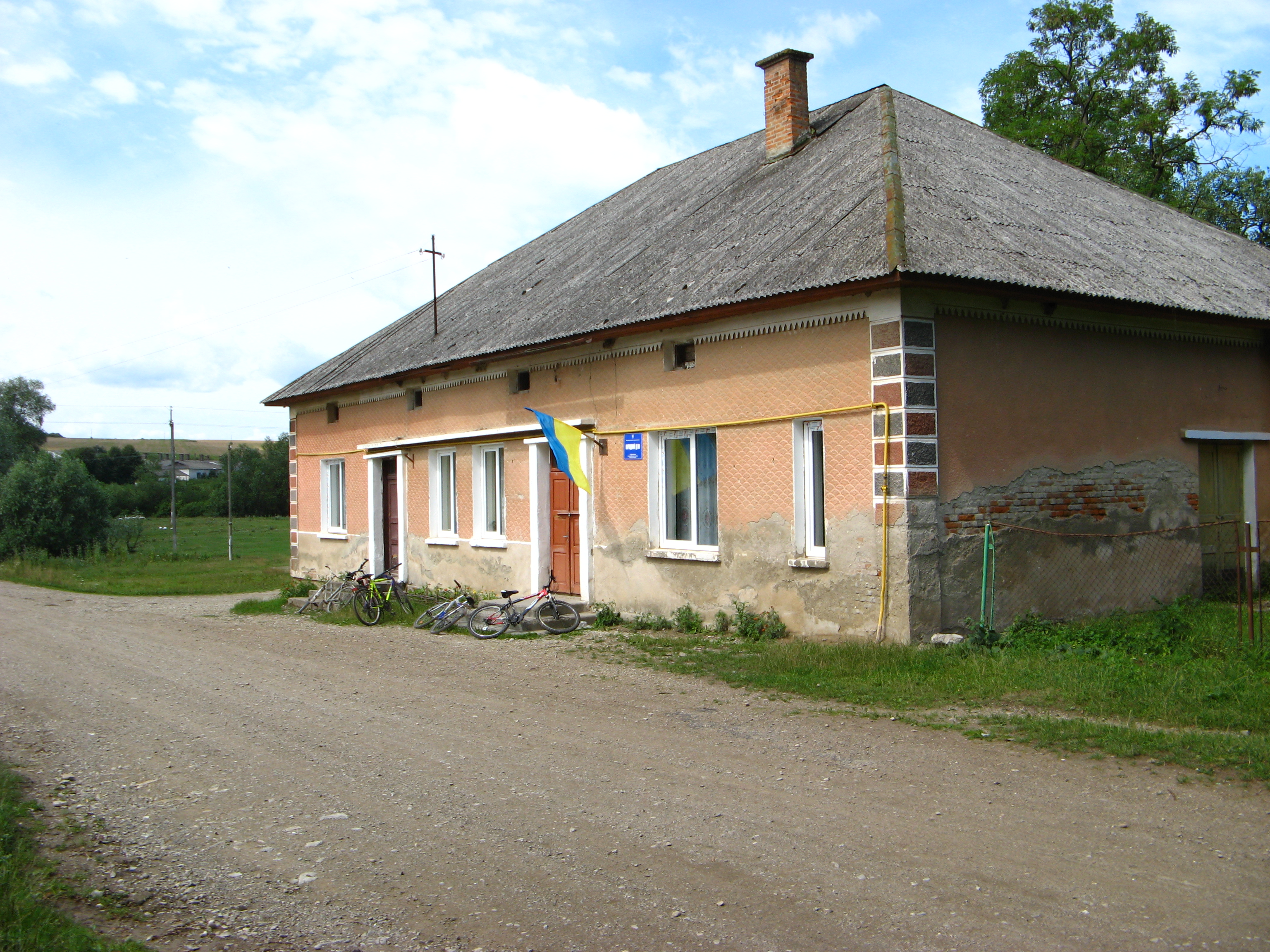
Народний Дім
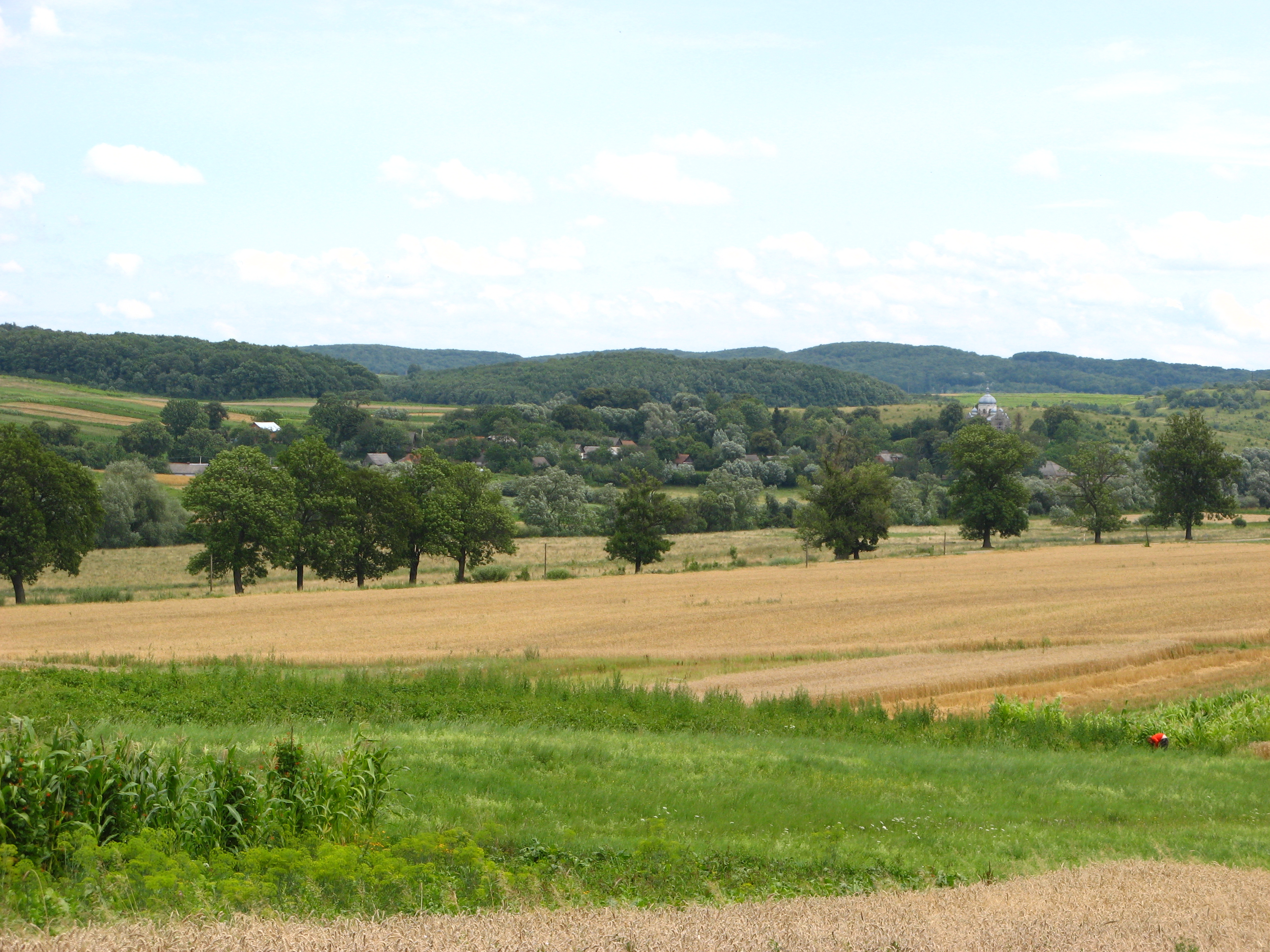
Північно-західна частина села і довколишні пагорби